# Die Lüge (1950)
Die Lüge ist ein Spielfilm von Gustav Fröhlich aus dem Jahr 1950. Er beruht auf der Novelle Mörder ohne Mord von Martha Maria Gehrke und Hans Schweikart.

## Inhalt
Strahlenforscher Prof. Ernst A. Gruber hat zwei erwachsene Töchter: Ellen ist mit Harry Altenberger verlobt, dessen Vater als Bankier maßgeblich Grubers Strahlenforschungsinstitut finanziert. Grubers zweite Tochter Susanne ist mit Grubers Mitarbeiter Dr. Thomas Robertsen verheiratet. Alle drei Männer planen einen Ballonaufstieg in die Stratosphäre. Wenige Tage vor der Reise kommt es zu einem Streit zwischen Susanne und Thomas, da Letzterer ein Verhältnis zwischen seiner Frau und Harry vermutet. Susanne war nach einer Feier mit ihrem ersten Ehemann erst am Morgen nach Hause gekommen und hatte vor der Tür Harry getroffen, der wiederum die Nacht bei einer Geliebten verbracht hatte. Um ihre Partner zu schützen, gaben beide an, zusammen bis in die Morgenstunden gefeiert zu haben. Harry jedoch hatte Susanne, in die er heimlich verliebt ist, vor Thomas’ Tür geküsst und dieser hatte durch den Türspion dies gesehen. Da der unwissende Harry immer mehr Lügen erfindet, um Susanne zu decken, wird Thomas sowohl ihm als auch Susanne gegenüber immer misstrauischer.
Während der Ballonfahrt kommt es zu Komplikationen, der Ballon wird aufs Meer getrieben und die Männer sehen sich dem Tod gegenüber. Sie lösen den Ballonkorb und doch sinkt der Ballon immer tiefer gen Meeresoberfläche. Nachdem Gruber ohnmächtig zusammengebrochen ist, gerät der Konflikt zwischen Harry und Thomas außer Kontrolle: Thomas schlägt Harry, woraufhin der aus den Ballonseilen stürzt und, nachdem Thomas auch sein letztes Halteseil durchschnitten hat, ins Meer fällt. Thomas und Gruber werden gerettet, Harry gilt als tot und – nach Aussage Thomas’ – als Opfer eines tragischen Unglücksfalls. Wenig später jedoch wird der bewusstlose Harry aufgefunden und in ein Krankenhaus gebracht. Thomas spielt mit dem Gedanken, Harry auf dem Krankenbett zu töten, doch überwiegen seine Gewissensbisse. Er beichtet Susanne seinen Mordversuch an Harry im Ballon und auch Ellen wird unbemerkt Zeugin seines Geständnisses.
Harry ist nach seiner Genesung ein anderer Mensch geworden. War er früher ein Frauenheld und ständig betrunken, wobei er sogar einmal seine Verlobte Ellen fast vergewaltigt hätte, ist er nun bescheiden und höflich. Er hat zudem sein Gedächtnis verloren und die Gehirnchirurgin Ellen versucht zunächst vergeblich, ihm medizinisch zu helfen. Die Gerüchte, es habe sich bei dem Unfall doch um einen Mordversuch gehandelt, lassen den von der Unschuld Thomas’ überzeugten Gruber eine Pressekonferenz einberufen. Auch der inzwischen genesene Harry erscheint, bestätigt jedoch zu Thomas’ Überraschung dessen erlogene Version des Unfallhergangs. Beide Männer beschließen, die Vergangenheit ruhen zu lassen und Harry findet endgültig zu seiner Verlobten Ellen zurück, die er vor dem Unglück noch für Susanne verlassen wollte.

## Produktion
Die Dreharbeiten zu Die Lüge fanden im Atelier Hamburg-Bendestorf statt. Die Außenaufnahmen entstanden in Westerland, auf Sylt und an der Nordseeküste. Hauptdarsteller Will Quadflieg berichtete in seiner Autobiografie, dass er in der Szene, in der er im Atelier aus dem Ballon ins „Meer“ stürzen musste, fast ertrunken wäre. 

„Ich mußte in einer Fliegerkombination in die schmutzigen kalten Fluten stürzen … [n]ur hatte niemand daran gedacht, daß sich mein pelzgefütterter Fliegeranzug sofort mit Wasser vollsaugen und ich Schwierigkeiten haben könnte, wieder an die Oberfläche zu kommen. … Nach dem Sturz ins Wasser, stand ich auf dem Boden des drei Meter tiefen Beckens und konnte nicht hochkommen. Ich watete durch die trübe kalte Brühe zum Rand des Bassins, sprang hoch und konnte eine Kante fassen und mich hochziehen. Die Luft reichte gerade noch. Oben war man sehr erstaunt, als ich halb ohnmächtig hochkam …“

Die Lüge wurde im Juli 1950 beim Internationalen Filmfestival von Locarno uraufgeführt und von der Kritik verrissen. In Deutschland stieß der Film in seiner ursprünglichen Version auf Kritik, weil er mit dem im Film zu sehenden Wandspruch „Das Werk ist mehr als du“ an Phrasen der Zeit des Nationalsozialismus anknüpfen würde. Eine angedeutete Vergewaltigungsszene würde zudem „die Phantasie der Zuschauer in die Bezirke unsittlicher Vorstellung [schwenken]“ sowie die „Anmaßung eines einzelnen, der durch Mord über den Wert eines Menschenlebens entscheidet, … die Grundbegriffe der Gesellschaft [erschüttern].“ Der Film wurde daher erst ab 18 Jahren freigegeben.
Die deutsche Erstaufführung fand am 11. August 1950 statt.

## Kritik
Das Lexikon des Internationalen Films bewertete Die Lüge als „verworrene[n], pathetische[n] Film mit verlogener Moralität.“